# Městské opevnění (Ostrava)
Městská hradba, jejíž výstavba je datována do druhé poloviny 14. století, byla tvořena kamenným opevněním, které obkružovalo dnešní historické centrum Ostravy. Hradební zeď z pískovce a vápenné malty měla být čtyři metry vysoká a šířka u základu se pohybovala okolo dvou metrů. Opevnění začalo být zřejmě budováno v souvislosti s udělením prvního výročního trhu Karlem IV. v polovině roku 1362 a její výstavba byla patrně dokončena do roku 1375. Pozůstatky opevnění jsou chráněny jako kulturní památka.

## Městské brány

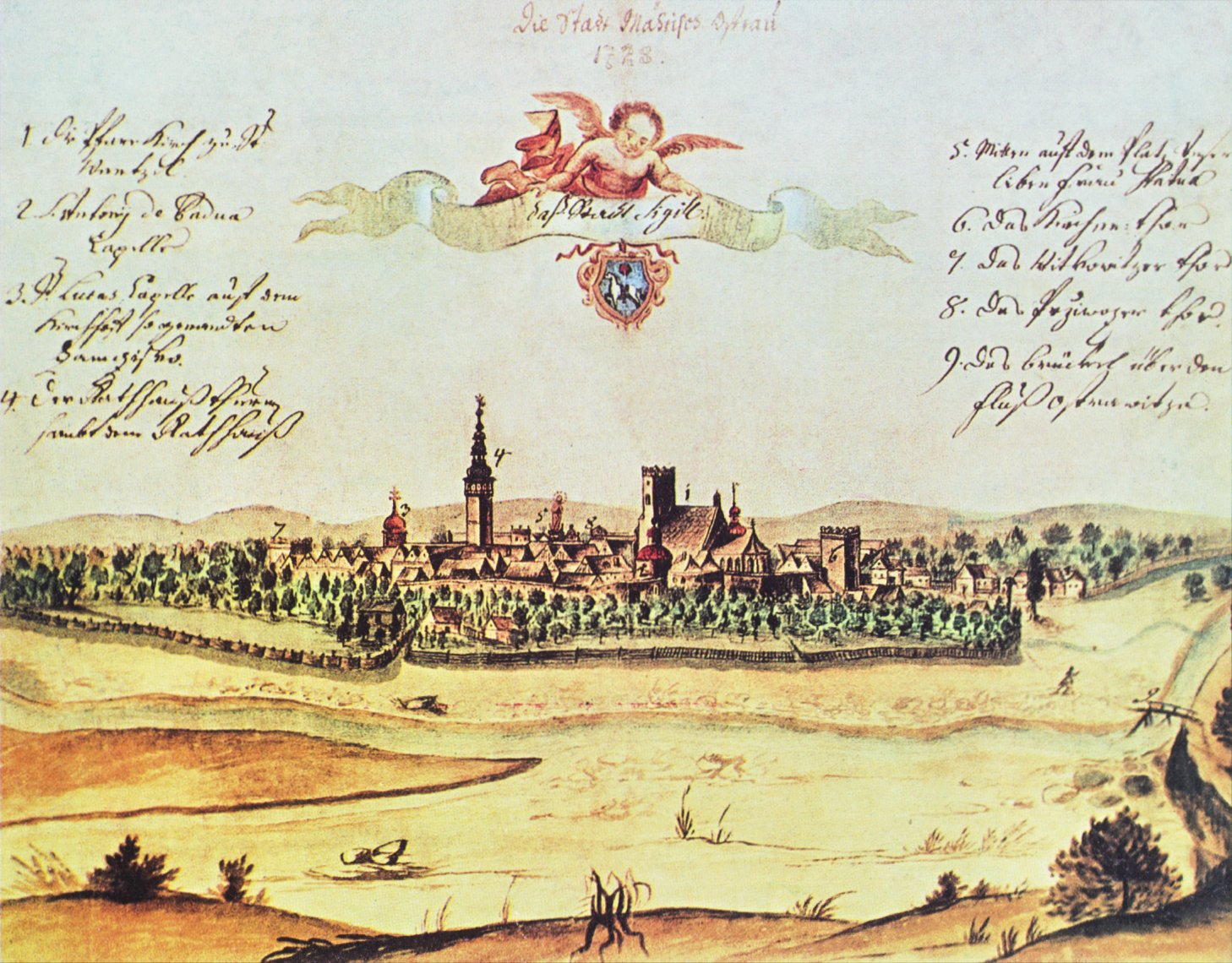
Veduta z roku 1728 zachycující městskou hradbu kolem Ostravy v popředí s Kostelní bránou

Součástí opevnění byly také tři brány. Brána Kostelní stála u kostela svatého Václava. Brána Horní (též Hrabovská, později Vítkovská) stála v místech kde se dnes kříží ulice 28. října s ulicí Puchmajerovou. Brána Přívozská byla u ústí dnešní Přívozské ulice na Jiráskovo náměstí. Korespondence v Archivu města Ostravy potvrzuje, že na Hrabovské a Přívozské bráně byly kolem roku 1810 závory, u kterých se vybíralo mýto. V roce 1899 byl zasypán hradební vodní příkop, který se odpojoval od Mlýnského potoka přibližně v místech budovy Divadla Antonína Dvořáka. Ve stejnou dobu zanikly i valy.

### Kostelní brána
Nejmohutnější bývala Dolní brána, která chránila vstup do města ze slezské (polské) strany. Při bourání v ní byly nalezeny švédské a pruské kamenné a železné dělové koule, což svědčí o bojích, které se o město vedly. Na prvních zobrazeních města z přelomu 17. a 18. století je vidět Kostelní bránu a přilehlou část hradební zdi s cimbuřím a střílnami. Veduta z roku 1728 pak zobrazuje celé město. I zde je patrná Kostelní brána a pás fortifikace k Hrabovské bráně.

## Současnost
Zbytky hradební zdi jsou dnes částečně zachovány v bývalé farské zahradě a za kostelem svatého Václava (před polyfunkčním domem Ostravská brána) na Kostelním náměstí. Její základ je patrný i pod prosklenou podlahou v interiéru sídla TV Noe.